# 潮州山矾
潮州山矾（学名：Symplocos mollifolia），为山矾科山矾属下的一个植物种。它是一種灌木或小乔木，主要分佈於江西、湖南、广西、广东、福建、台湾等海拔850-1400米的山坡杂林中。